# Bad Tennstedt
Bad Tennstedt est une ville de Thuringe dans l'arrondissement d'Unstrut-Hainich, en Allemagne. Située à 27 km à l'est de Mühlhausen et à 24 km au nord-ouest d'Erfurt.
C'est la ville natale du théologien Johann August Ernesti (1707–1781), et Novalis y vit de 1794 à 1796 : c'est là qu'il rencontre Sophie von Kühn, avec laquelle il se fiance.

## Histoire
La ville est mentionnée pour la première fois dans un document officiel en 772.

## Jumelage
- Bad Salzschlirf (Allemagne)